# Medole
Medole est une commune de la province de Mantoue dans la région Lombardie en Italie.

## Administration
| Période                                  | Période  | Identité       | Étiquette                             | Qualité |
| ---------------------------------------- | -------- | -------------- | ------------------------------------- | ------- |
| 28 mai 2024                              | En cours | Luca Vivaldini | Lega, Forza Italia, Fratelli d’Italia | Maire   |
| Les données manquantes sont à compléter. |          |                |                                       |         |

### Hameaux
Annunciata, Barcaccia, Ca' Fattori, Ca' Morino, Campo di Medole, Colla, Confini, Crocevia, Gelmina, Rassica, San Damaso, Sassi, Soldana, Tibaldo, Vanni

### Communes limitrophes
Castel Goffredo, Castiglione delle Stiviere, Cavriana, Ceresara, Guidizzolo, Solférino